# Denkmal für die Opfer des Nationalsozialismus (Pfaffenhofen an der Ilm)

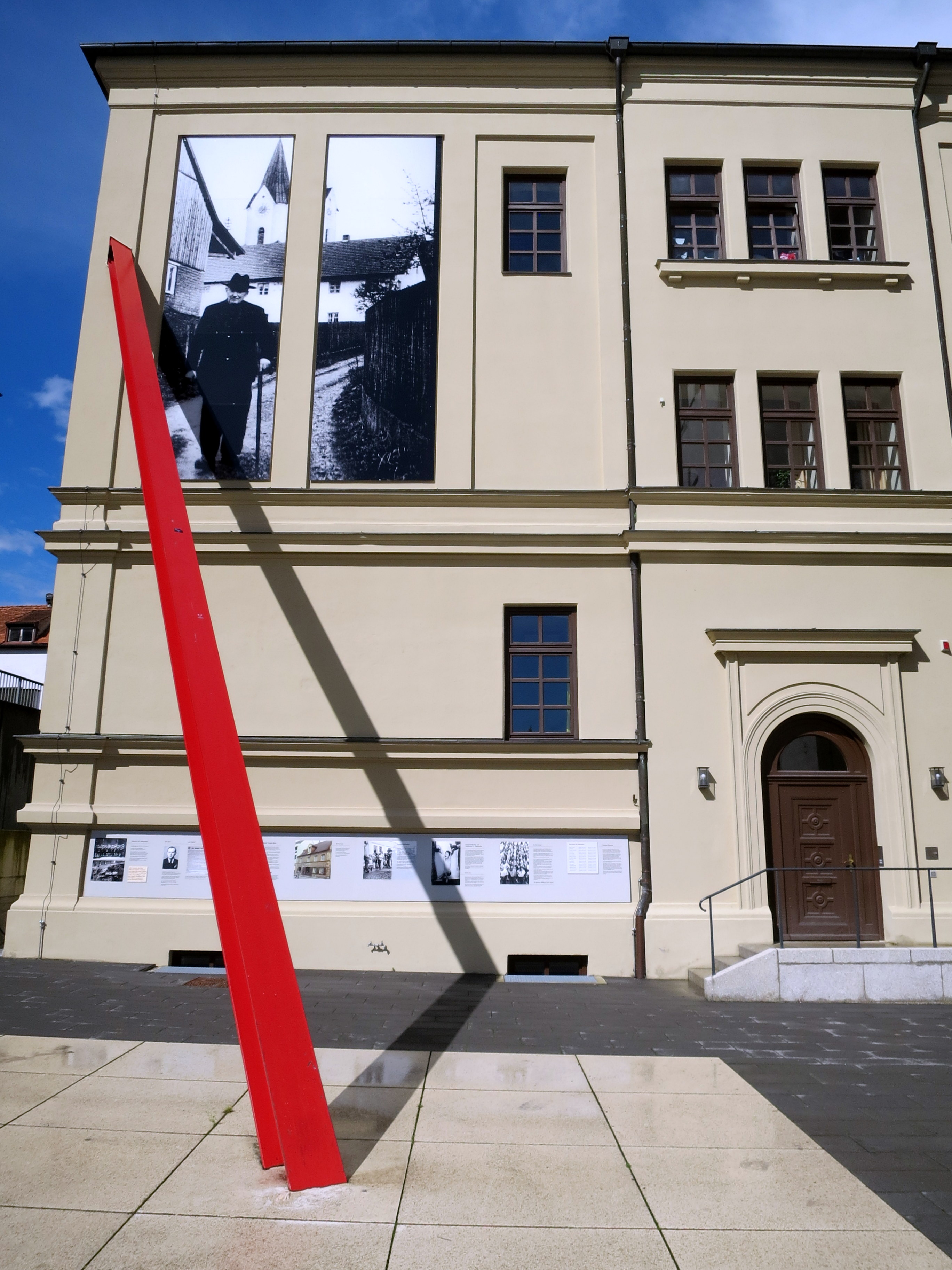
Denkmal für die Opfer des Nationalsozialismus

Das Denkmal für die Opfer des Nationalsozialismus wurde im Jahr 2014 von der Stadt Pfaffenhofen an der Ilm errichtet. Es befindet sich an der westlichen Giebelseite des Hauses der Begegnung. Es ist frei zugänglich und kann jederzeit besichtigt werden.

## Künstler und Intention
Der Künstler Thomas Neumair ließ einen roten Stahlträger die obere Ecke des Hauses durchbohren. Seine Intention dabei war, dass der Stahlträger wie eine Akupunkturnadel empfunden werden sollte, die diese schmerzhaften Erfahrungen der nationalsozialistischen Geschichte im kollektiven Gedächtnis der Stadt verankert. Dort, wo der Stahlträger in die Ecke des Hauses der Begegnung eindringt, befinden sich zwei sechs Meter große Bildtafeln, die den „Apfelpfarrer“ Korbinian Aigner darstellen. Die Position des Stahlträgers wurde so gewählt, dass er auch von der Kellerstraße und vom Hauptplatz aus sichtbar ist.

## Dokumentarischer Charakter
Das Denkmal hat dokumentarischen Charakter. Biografien von Opfern und Tätern während der kurzen Ära des Nationalsozialismus sind auf Augenhöhe angebracht. Diese exemplarische Auswahl an Pfaffenhofenern, die während des NS-Regimes eine Rolle spielten, soll die Vergangenheit durch Gesichter und Namen lebendig werden lassen.
Die Bildergalerie zeigt einige Beispiele:

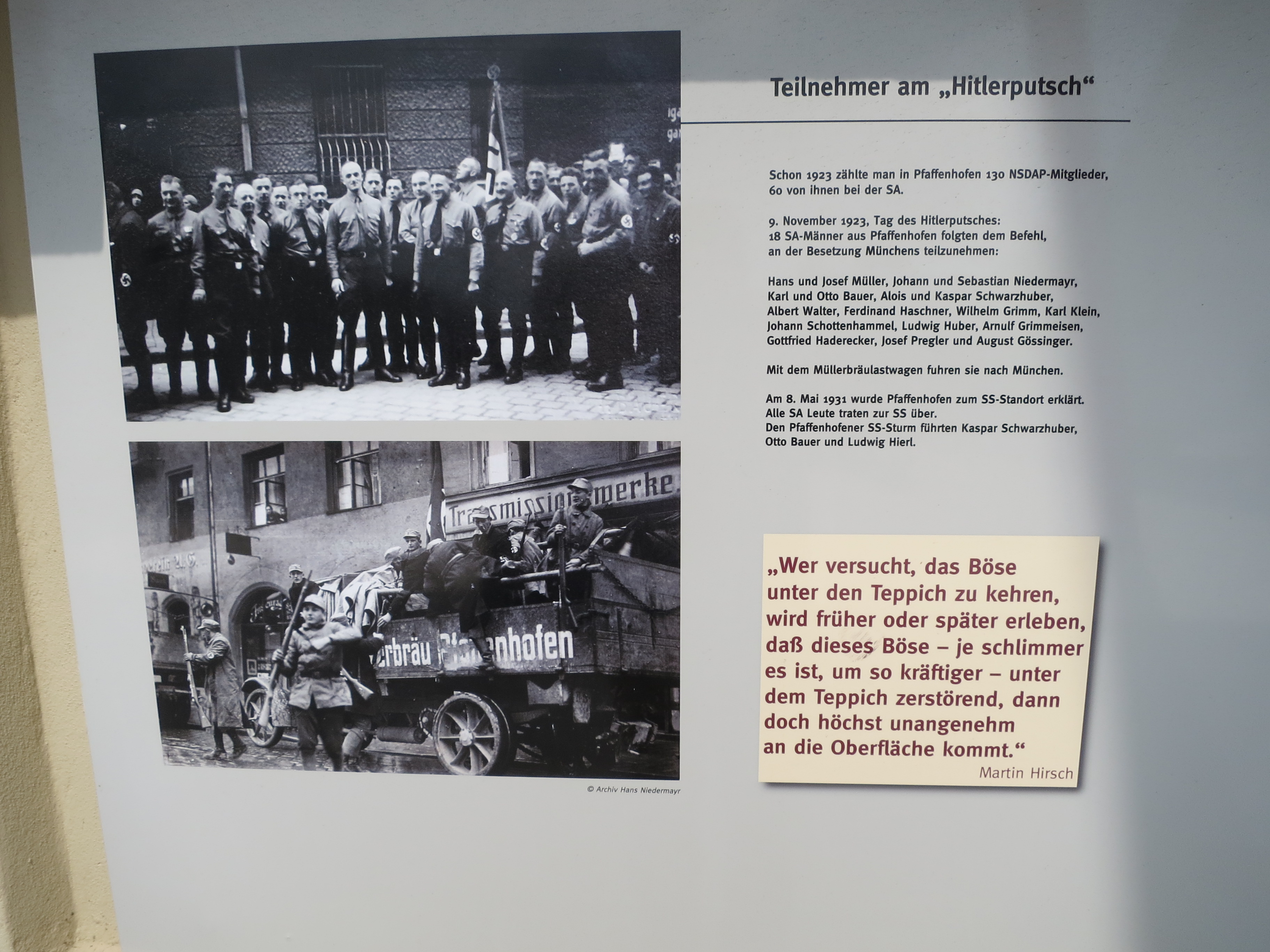
Schon beim Hitlerputsch 1923 dabei
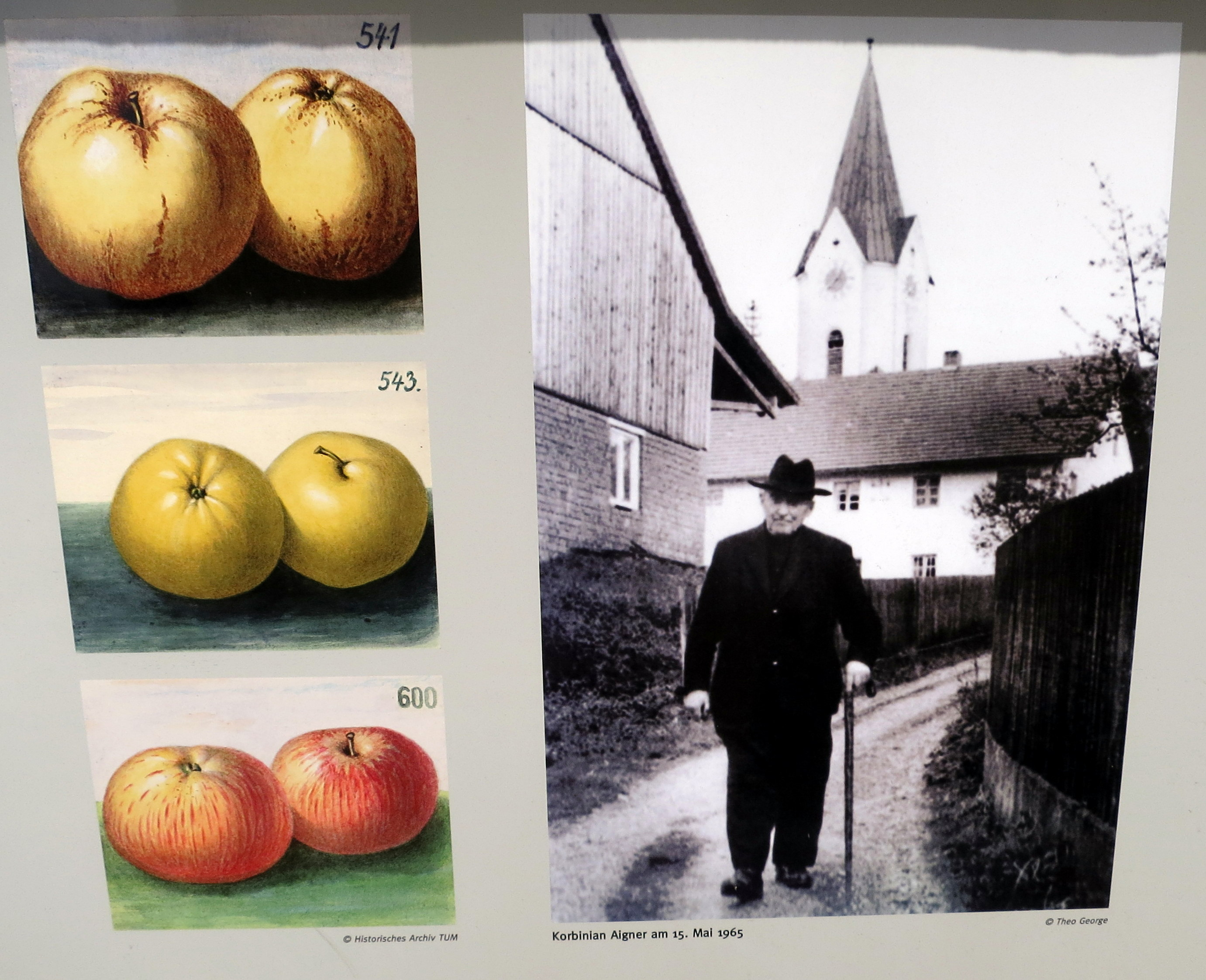
Der Apfelpfarrer mit seinen Apfelbildern
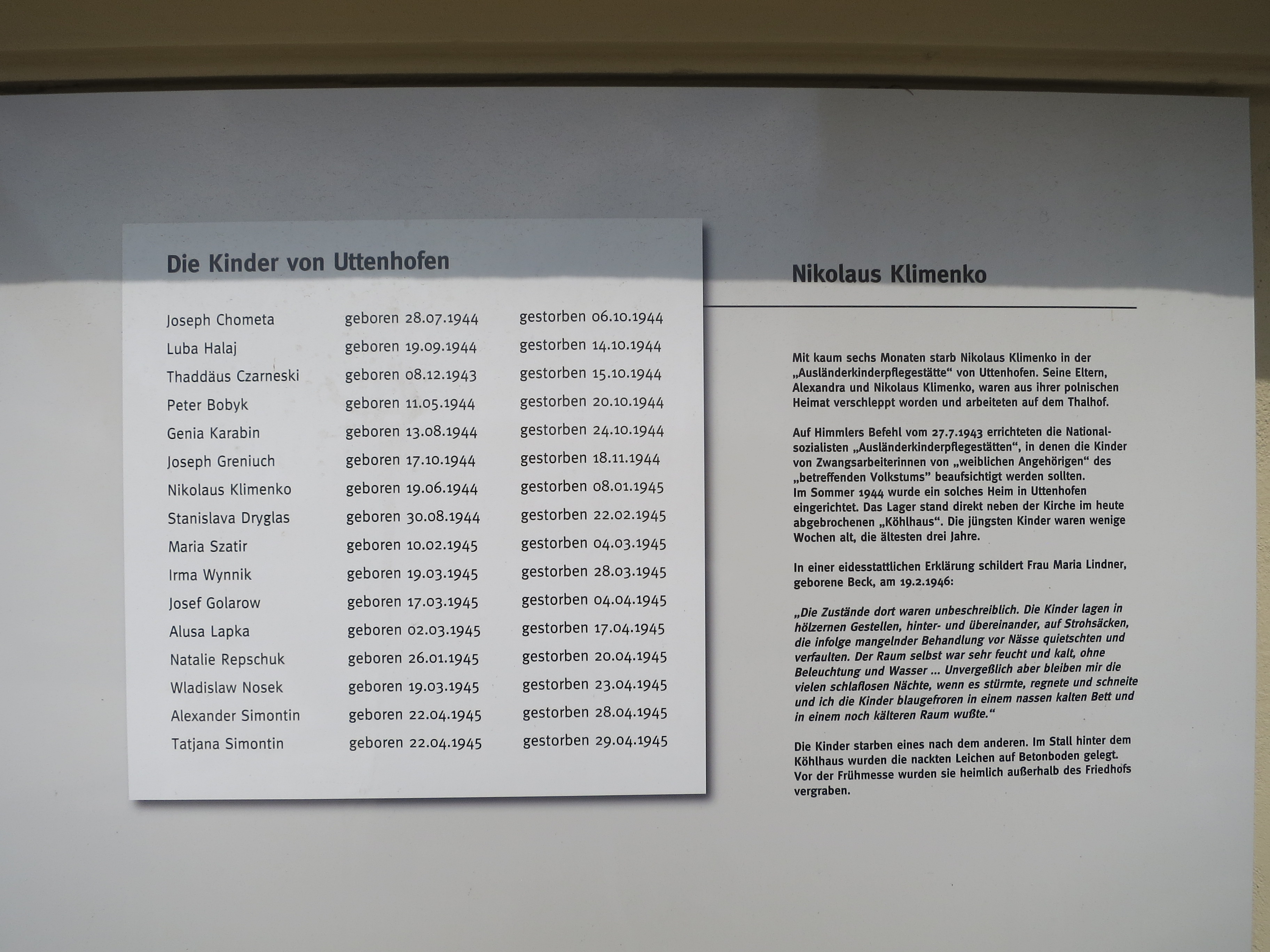
Die Fremdarbeiterkinder von Uttenhofen
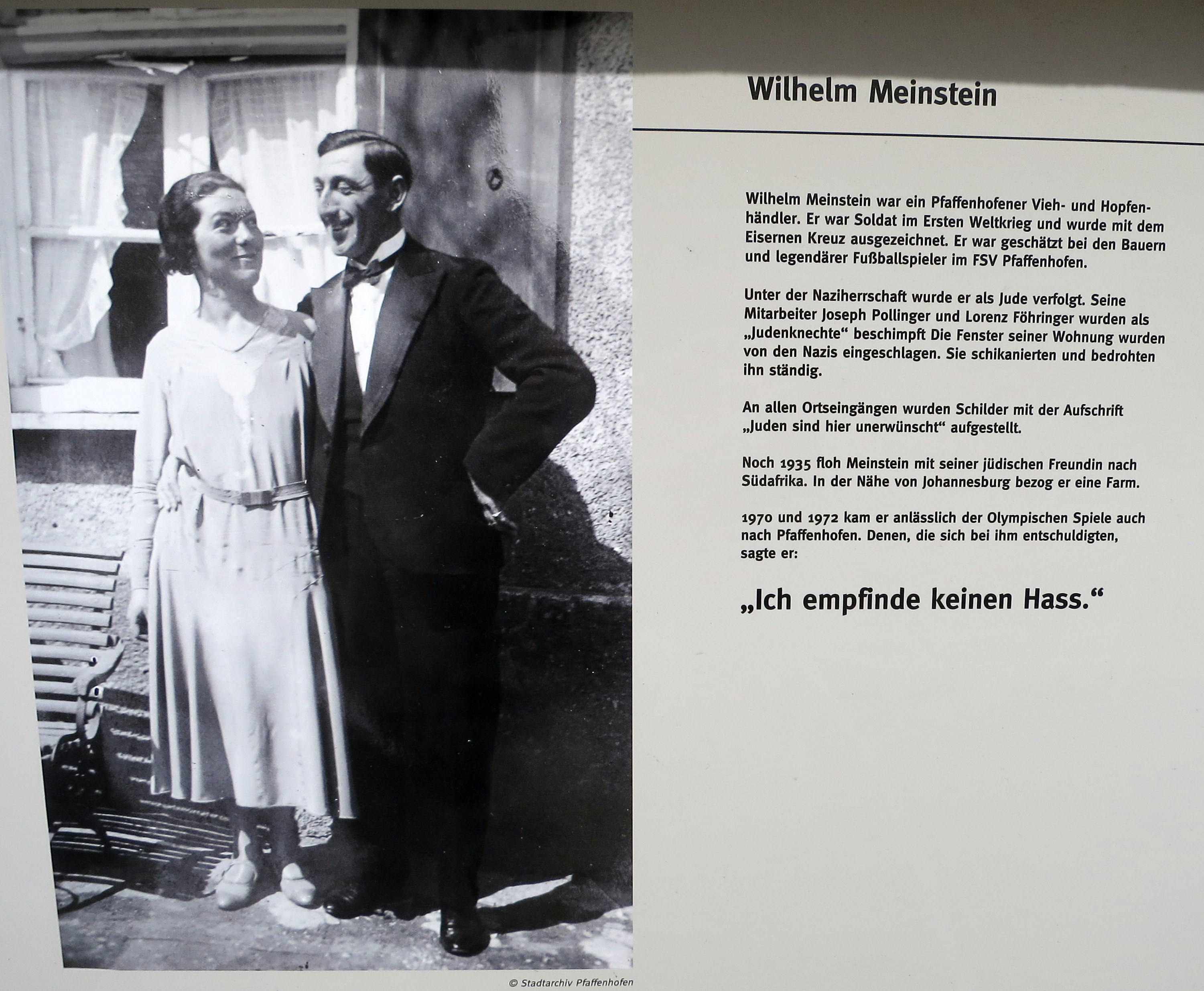
Der Jude Wilhelm Meinstein
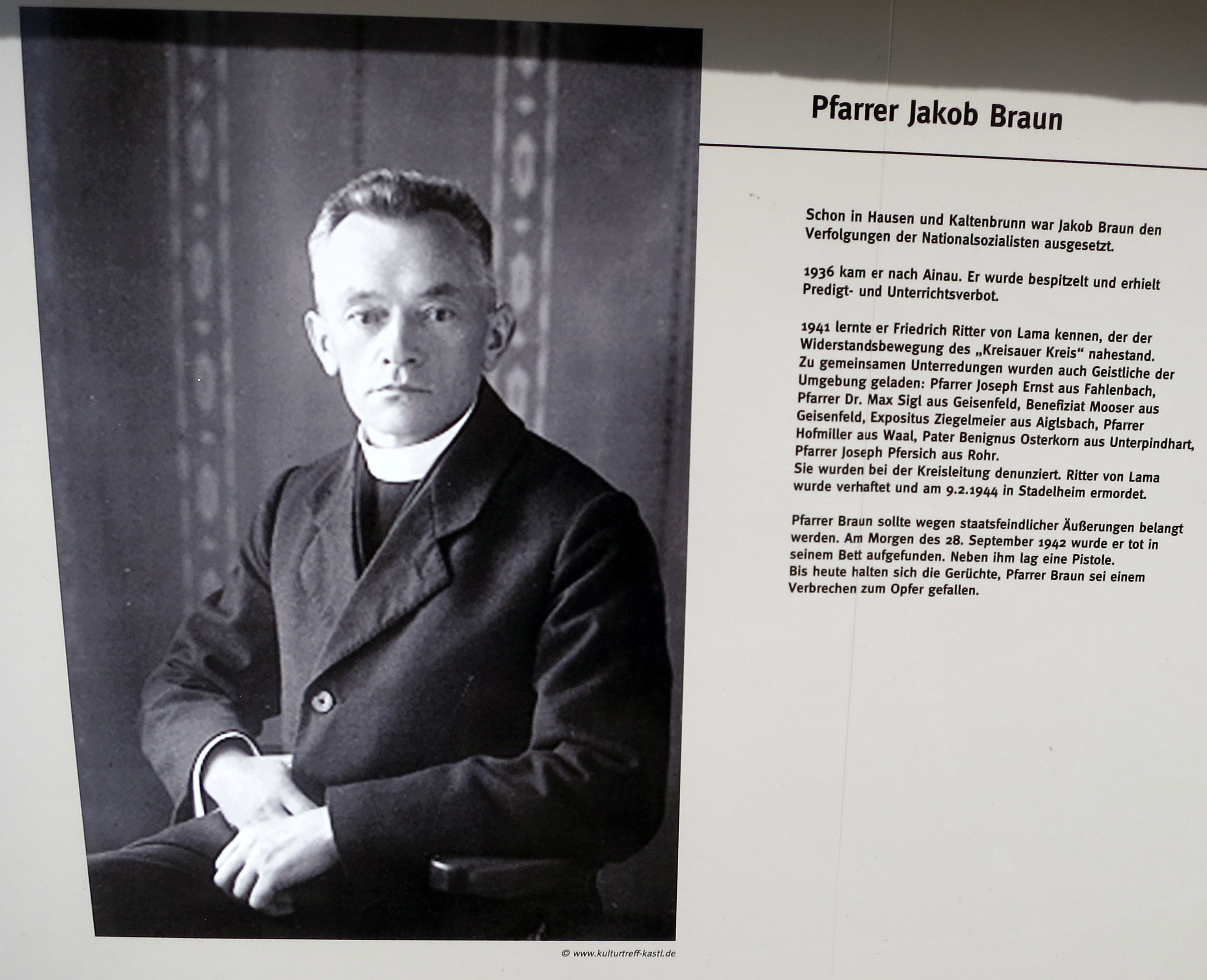
Pfarrer Brauns ungeklärter Tod
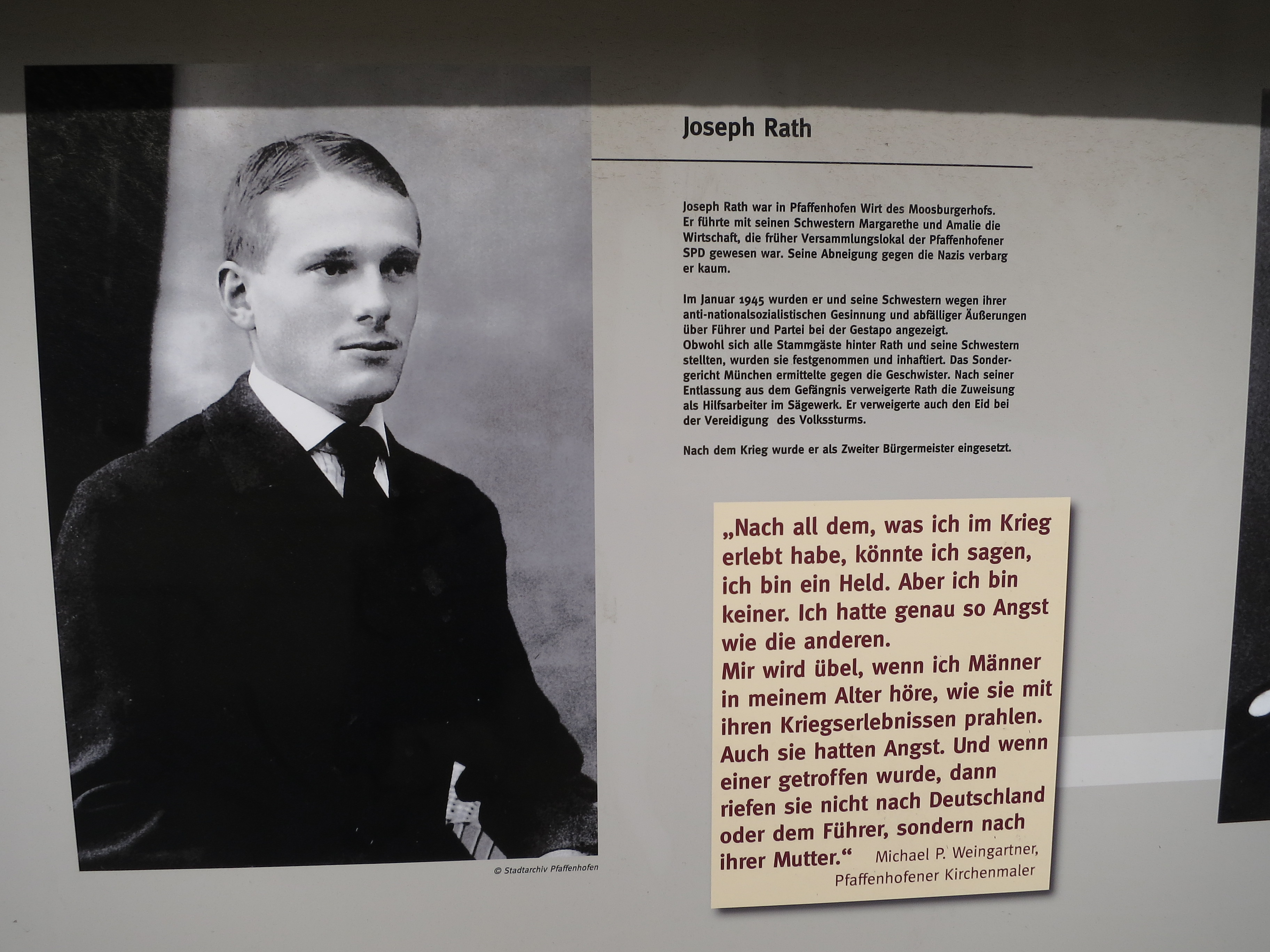
Der Verfolgte Joseph Rath
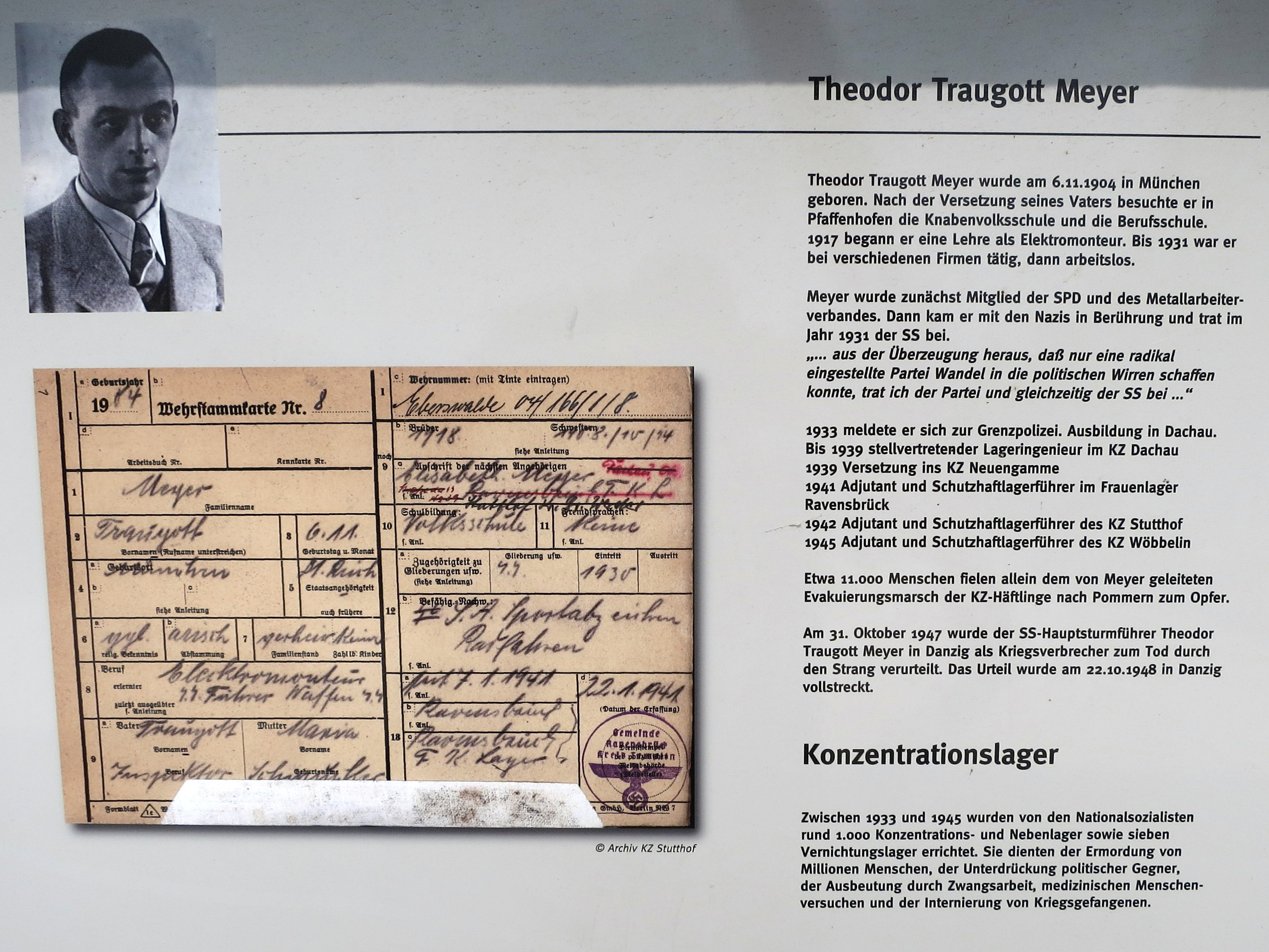
Der Kriegsverbrecher Theodor Traugott Meyer

## Quelle der Dokumentation
Das Denkmal für die Opfer des Nationalsozialismus in Pfaffenhofen wurde am 26. September 2014, im Rahmen einer Feierstunde auf dem Platz neben dem Haus der Begegnung, offiziell seiner Bestimmung übergeben. Diese Dokumentation beruht auf den Recherchen von Reinhard Haiplik, der in seinem in dritter Auflage von der Stadt herausgegebenen Buch „Pfaffenhofen unterm Hakenkreuz“ die Entwicklung des Nationalsozialismus in Pfaffenhofen akribisch darstellt.